# Mănăstirea Vărzărești (România)
Mănăstirea Vărzărești este o mănăstire ortodoxă din România situată în comuna Urechești, județul Vrancea. Până astăzi sunt păstrate două biserici: biserica veche datează din anul 1644 și este închinată Adormirii Maicii Domnului, iar biserica cea nouă datează din anul 1898 și este închinată Sfântului Mare Mucenic Gheorghe.